# Weitermühle
Weitermühle ist ein Gemeindeteil der Gemeinde Obertaufkirchen im oberbayerischen Landkreis Mühldorf am Inn.

## Geschichte
Ab 1818 war Weitermühle einer der acht Weiler in der Gemeinde Oberornau. Der Weiler Weitermühle hatte um 1883 insgesamt 25 Einwohner. Am 1. Juli 1972 wurde Oberornau in die Gemeinde Obertaufkirchen eingemeindet. Im Mai 1987 lebten dort noch 10 Einwohner in drei Wohngebäuden.

## Geographie
Der Weiler Weitermühle liegt 250 m nordwestlich des Rimbachs, der über die Goldach durch das Gattergebirge zur Isen fließt.
Die nächstgelegenen größeren Städte sind im Osten die Kreisstadt Mühldorf am Inn rund 25 km entfernt, im Westen Dorfen 11 km und Landshut 45 km entfernt sowie im Süden die Landeshauptstadt München mit einer Entfernung von 60 km.

## Baudenkmäler

Weitermühle 2

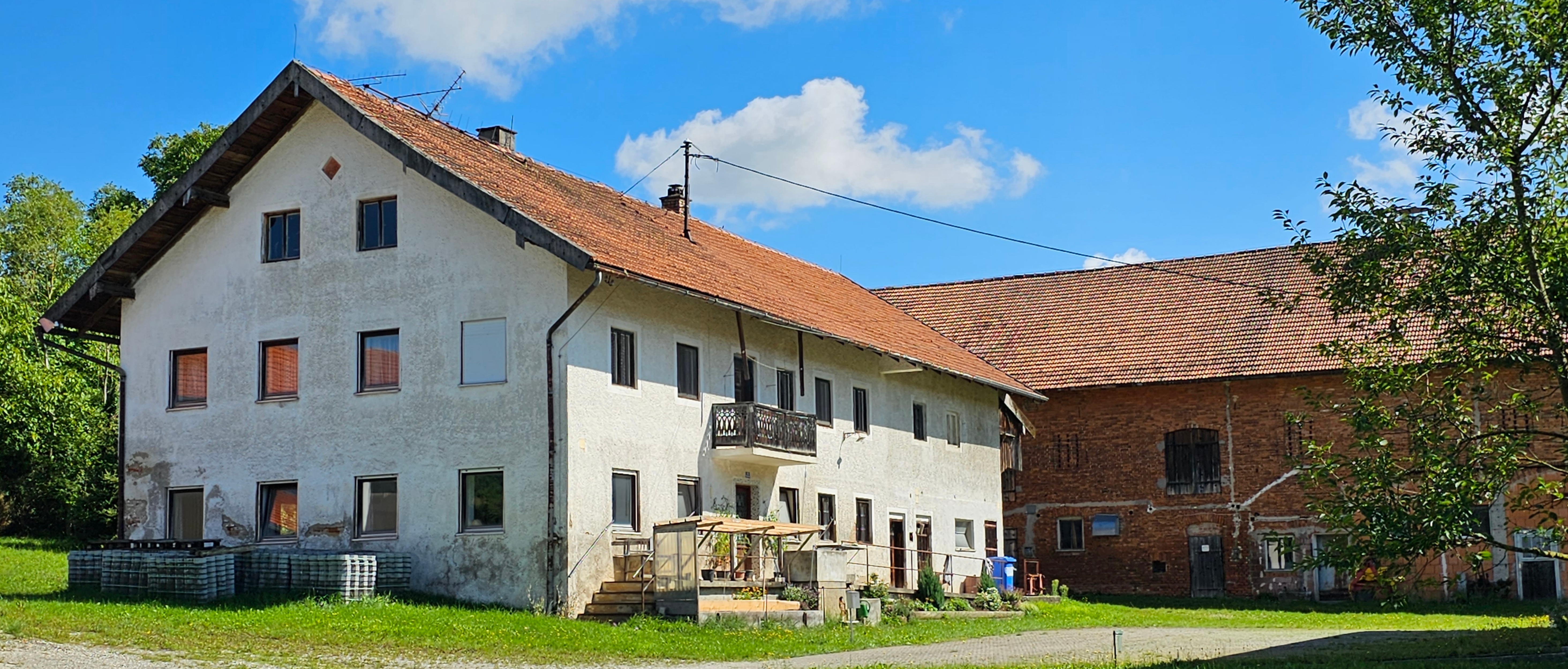
Weitermühle 3

Das Wohnstallhaus Weitermühle 2 ist ein zweigeschossiger Flachsatteldachbau mit Blockbaukniestock und traufseitigem Balusterschrot, wohl Mitte 19. Jahrhundert. Es ist als eines von 26 Baudenkmälern in die Liste der Baudenkmäler in Obertaufkirchen eingetragen.

## Erdgaslagerstätte
Im Jahr 1956 wurde bei Weitermühle ein wohl als Monokline abgelagertes Erdgasfeld gefunden. Es handelt sich um Vorkommen im Lithothamnienkalk des Sannois, z. T. auch in den Sanden des Chatt und tiefen Rüpel, und könnte daher auch eine westliche Erweiterung des Gasfeldes Steinkirchen sein.